# Сантакруський земляний голуб
Сантакруський земляний голуб (Gallicolumba sanctaecrucis) — рідкісний, малочисельний та дуже слабо вивчений вид земляних голубів, відомий за знахідками на островах Тінакула та Утупуа в провінції Темоту (острови Санта-Крус) на Соломонових островах, та з Еспіріту Санто, архіпелаг Вануату. Цей вид, можливо, зберігся на о. Тінакула, котрий не має постійного населення і не відвідувався орнітологами протягом багатьох років. Скоріше за все, даний вид зник на острові Утупуа, на якому майже зведені нанівець природні ліси. Протягом короткої орнітологічної експедиції на Утупуа в 1994 році науковцям не вдалося зустріти жодного представника виду, і мешканці розташованого на острові селища Нембао також такого птаха не знали. Скоріше за все, вид зберігся на о. Еспіріту Санто, де наявні великі ділянки лісу: кілька птахів бачили в 1972 та одного — в 1985 році. Раніше, судячи зі всього, ці птахи населяли більшу кількість островів, таких як Ванікоро та Рифові острови (Вануату); втім, протягом кількох тижнів в 1997 році орнітологам не вдалося знайти там жодного птаха. Також Санта-Круський земляний голуб раніше населяв острови Даф, Нендо (звідки походять записи про його спостереження експедицією Вітні (Whitney) в 1930-х роках), та острови Банкс та Торрес в північному Вануату (обидва острова слабо вивчені з біологічної точки зору).
Птах досягає в середньому 23 сантиметри в довжину. У самців верхня частину тулуба забарвлена в коричневий колір, з пурпуровими переливчатостями на крилах. Голова сіра, горло та грудна пляма, характерна для представників роду, тьмяно-рожеві.Самки тьмяніші за самців, з більш коричневим горлом та грудьми, та зеленим відливом на спині. Молоді птахи цілком коричневі, деколи з пурпуровими включеннями на крилах.
Цей птах харчується винятково на землі (насінням та фруктами), але часто злітає на невисоко розташовані гілки дерев. Населяє дощові ліси на висоті 300—1000 метрів над рівнем моря, але може спостерігатись аж до рівню моря.
При небезпеці звичайно втікає по землі, злітаючи лише в разі безпосередньої небезпеки.
Зараз Санта-Круський земляний голуб класифікований як вид, що знаходиться під загрозою зникнення, ґрунтуючись на малому розмірі його популяції, що відома лише на двох сучасних ділянках невеликого розміру, і великій кількості лімітуючих факторів, таких як знищення інтродукованими тваринами (насамперед кішками), та руйнування природного середовища, де живе птах.
Окрім того, невелика від природи популяція Санта-Круського голуба зазнає витісняючої конкуренції з боку звичайного на тій самій території виду — смарагдового голуба (Chalcophaps indica).